# Jurij Grós
Jurij Grós (deutsch Jurij Groß; * 1. Januar 1931 in Wendischbaselitz; † 28. Dezember 2019 in Bautzen) war ein sorbischer Politiker und politischer Repräsentant der Sorben in der DDR. Er war langjähriger 1. Sekretär der Domowina. Diese vertrat er mit einem Mandat der SED auch als Abgeordneter in der Volkskammer der DDR.

## Leben
Grós wurde am 1. Januar 1931 als Sohn eines Steinarbeiters in Wendischbaselitz geboren. Nach Kriegsende nahm er 1945 eine Lehre zum Tischler auf, die er 1948 mit dem Gesellenbrief abschloss. In den Jahren 1948 und 1949 absolvierte Grós ein Neulehrerstudium am sorbischen Lehrerbildungsinstitut in Radibor. Verbunden war dies mit dem Eintritt in die Sozialistische Einheitspartei Deutschlands (SED). Anschließend war er bis 1953 als Lehrer tätig. 1954 wechselte Grós in den Parteiapparat der SED, er wurde zunächst Instrukteur der SED-Kreisleitung Kamenz. Kurz darauf war er in den Jahren 1954 und 1955 als 1. Sekretär der FDJ-Kreisleitung Kamenz tätig. 1955 wechselte Grós zur Domowina, wo er zunächst zum 2. Sekretär des Bundesvorstandes gewählt wurde. Im Juni 1964 wurde er schließlich zum 1. Sekretär des Bundesvorstandes der Domowina gewählt. Auf dem VI. Parlament der FDJ in Rostock 1959 wurde Grós zudem als sorbischer Vertreter in den Zentralrat der FDJ gewählt, dessen Mitglied er bis 1971 blieb. Zwischen 1962 und 1967 absolvierte Grós außerdem ein Fernstudium an der Parteihochschule „Karl Marx“, welches er als Diplom-Gesellschaftswissenschaftler abschloss. 1969 wurde Groß erstmals in das Präsidium des Nationalrats der Nationalen Front gewählt, dieses Amt hatte er bis zur politischen Wende inne. 
Auf dem VIII. Bundeskongress der Domowina im März 1973 erklärte der amtierende Vorsitzende Kurt Krjeńc aus gesundheitlichen Gründen seinen Rücktritt vom Amt. Dieses Amt wurde abgeschafft und somit Grós als wiedergewählter 1. Sekretär des Bundesvorstandes der Domowina die neue Führungspersönlichkeit der sorbischen nationalen Organisation. Durch diese Wahl wurde er kurz darauf als Mitglied der SED-Bezirksleitung Dresden kooptiert. In das Zentralkomitee der SED wurde Grós indes nicht gewählt. 1981 wurde er immerhin als Nachfolgekandidat der SED für die Volkskammer nominiert, bevor er 1986 als Abgeordneter in das DDR-Parlament gewählt wurde. Während der politischen Wende im Herbst 1989 in der DDR blieb Grós zunächst – anders als in anderen Massenorganisationen – auch weiterhin in führender Position tätig. Er führte die Domowina als Vorsitzender von November 1989 an den Arbeitsausschuss des Bundesvorstandes bis zum Außerordentlichen Bundeskongress am 17. März 1990 in Bautzen, einen Tag vor den ersten freien Volkskammerwahlen. Dort wollte Grós ursprünglich erneut für den Domowina-Vorsitz kandidieren, zog seine Kandidatur aber kurz zuvor zurück. Dennoch wurde er, der das alte politische System der DDR geradezu versinnbildlichte, zum stellvertretenden Bundesvorsitzenden gewählt. Es ist anzunehmen, dass dies auch unter dem Eindruck seiner aussichtsreichen Kandidatur für ein Volkskammermandat geschah. Grós kandidierte im Bezirk Dresden für die PDS auf dem Listenplatz 2. Da für diese Partei sechs Abgeordnete im Bezirk Dresden gewählt wurden, vertrat er unter PDS-Mandat die Domowina in der letzten Volkskammer. Im April 1990 legte er dennoch zunächst seine Ämter in der Domowina nieder. 1993 wurde er jedoch erneut in den Bundesvorstand gewählt, dem er bis 2005 angehörte. Von 1994 bis 1998 führte er zudem als Vorsitzender den PDS-Kreisverband Bautzen. Danach vertrat er die PDS bzw. Die Linke von 1999 bis 2011 noch im Kreistag des Landkreises Bautzen.
In den 1990er und 2000er Jahren veröffentlichte Grós seine Sichtweise auf das sorbische gesellschaftliche Leben und die Sorbenpolitik von DDR und BRD in mehreren Büchern.

## Ehrungen
- 1978 Ćišinski-Preis[2]